# 26939 Jiachengli
26939 Jiachengli este un asteroid din centura principală de asteroizi.

## Descriere
26939 Jiachengli este un asteroid din centura principală de asteroizi. A fost descoperit pe 31 martie 1997 la Socorro, New Mexico, în cadrul proiectului LINEAR. Asteroidul prezintă o orbită caracterizată de o semiaxă mare de 2,38 ua, o excentricitate de 0,06 și o înclinație de 5,7° în raport cu ecliptica.